# 朝比奈可長
朝比奈 可長（あさひな よしなが、寛永2年（1625年） - 天和2年11月10日（1682年12月8日））は、江戸時代前期の柔術家。通称は半左衛門または丹左衛門。名は可良とも書く。

## 経歴・人物
備後福山藩士・朝比奈平兵衛の嫡男。幼くして父を失ったため、叔父にあたる土佐藩士・朝比奈右京亮により養育された。のち江戸で初め水野流居合・水野柳滴斎、のち小栗流創始者の小栗正信に師事する。土佐藩主山内忠豊に和術師範役として仕えた。
朝比奈可長の弟子には、のちに居合道無双直伝英信流の第9代宗家となる林六太夫守政らがいる。